# Temesváralja
Temesváralja (szerbül Дупљаја / Dupljaja, németül Duplay) település Szerbiában, a Vajdaságban, a Dél-bánsági körzetben, a fehértemplomi községben.

## Fekvése
Fehértemplomtól nyugatra, a Karas bal partján, Karasjeszenő és Gerebenc közt fekvő település.

## Története
Temesváralja helyén  állt a középkorban Duplaj nevű falu, amely egykor Karam, majd Krassó vármegyéhez tartozott.
Nevét 1473-ban említette először oklevél, a Pataki-családnak a Martonosi Zsadányokkal és a Jolsvafői Tekesekkel a falu fölött való egyezkedése alkalmával.
Az 1717. évi kamarai jegyzékben 30 házzal a palánkai kerületben volt említve. Az 1723-1725-ös gróf Mercy térképen Dublay néven említették. Az 1761-es térkép szerint pedig akkor óhitűek lakták.
1770-ben a falut a szerb határőrezred kapta letelepedési helyül. 1873-ban, a katonai határőrvidék feloszlatása után pedig Temes vármegyéhez csatolták.

### Omor
Temesváralja határában feküdt egykor Omor falu is, melynek lakosait 1770-ben a jelenlegi községbe telepítették át.

## Népesség
1910-ben 1260 lakosából 3 fő magyar, 29 fő német, 32 fő román, 1174 fő szerb, 4 fő egyéb anyanyelvűnek vallotta magát. Vallási tekintetben 37 fő római katolikus, 2 fő református, 1201 fő görögkeleti ortodox, 2 fő egyéb vallású volt. A lakosok közül 679 fő tudott írni és olvasni, 22 fő tudott magyarul.

### Demográfiai változások
| 1948 | 1953 | 1961 | 1971 | 1981 | 1991 | 2002 | 2011 |
| ---- | ---- | ---- | ---- | ---- | ---- | ---- | ---- |
| 1173 | 1190 | 1174 | 1165 | 1152 | 1027 | 854  | 738  |

## Nevezetességek
- Görögkeleti temploma - 1794-ben épült

## Források

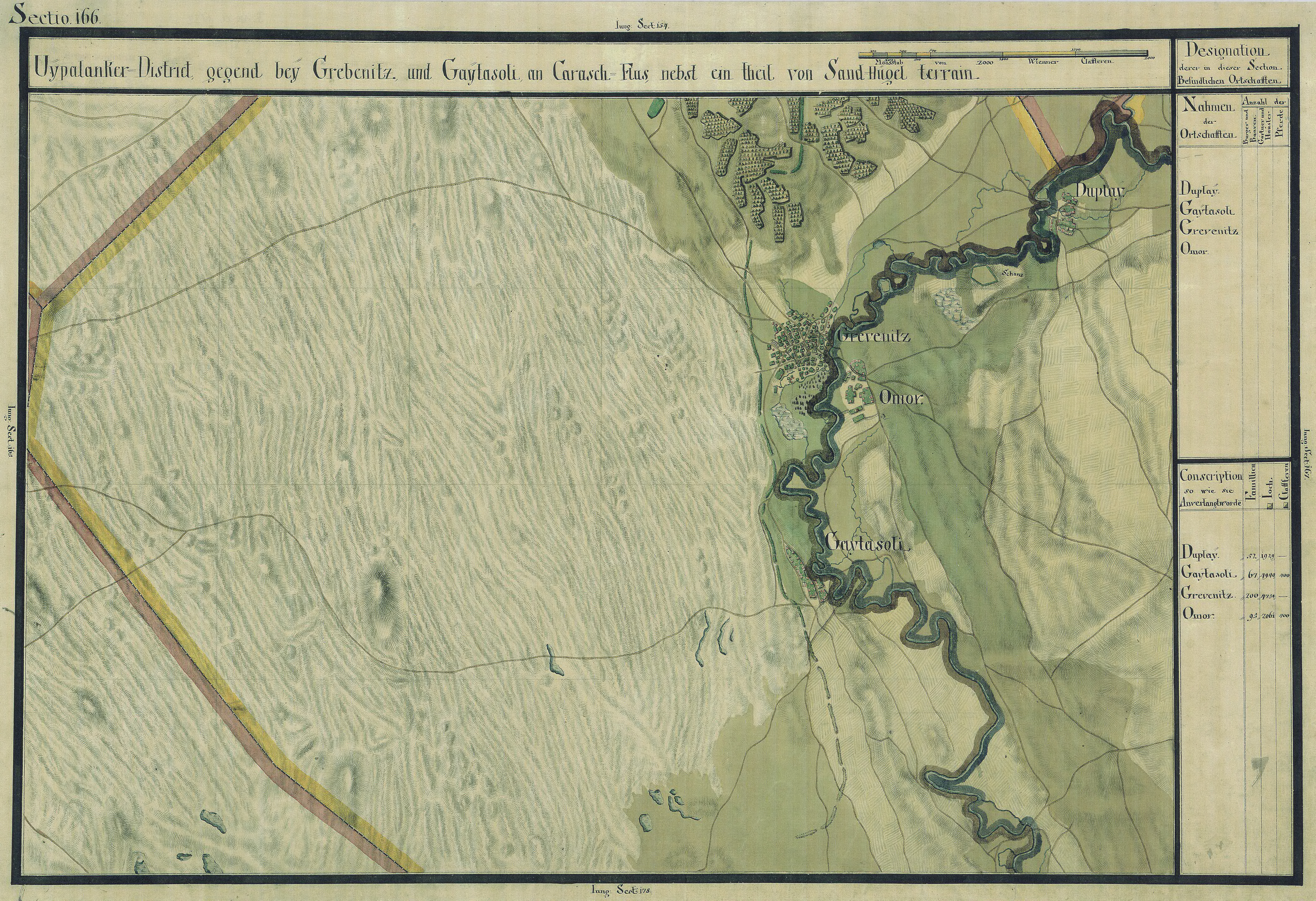
Temesváralja egy régi térképen